# Egnazia

Egnazia (Grieks: Gnathia (translit.), Latijn: Egnatia) was een Messapische havenstad in Apulië in de onmiddellijke omgeving van het hedendaagse Fasano, meer specifiek aan de kust 10 km ten noordwesten van de frazione Torre Canne. Gnathia (Egnazia) maakte deel uit van Groot-Griekenland.
De havenstad lag voor de Romeinen op een strategische locatie, op het punt waar de Via Traiana de Adriatische Kust bereikte, zo'n 50 km ten zuidoosten van Bari.
De plaats werd in de Middeleeuwen volledig verlaten. De streek leed onder invallen door Vandalen en Saracenen, werd getroffen door een malariaplaag en was het slachtoffer van een oorlog van keizer van het Roomse Rijk Lodewijk II van Italië tegen de Saraceense bezetters in de streek. Welke van deze omstandigheden uiteindelijk de doorslag gaf, is niet duidelijk.
Rond 1900 werd de omwalling van de antieke stad gesloopt voor bouwmateriaal. Het betrof stenen muren van 7 meter dik en 16 steen hoog. In de stad werden archeologische vondsten gedaan waarvan een deel bewaard is in Fasano, terwijl de meest waardevolle artefacten overgebracht zijn naar een museum in Bari.

## Bisdom
Reeds in het einde van de 4e eeuw werd een bisdom ingesteld in Egnazia Appula, suffragaan aan het Aartsbisdom Bari. Dit werd reeds in 545 opgeheven, waarbij het gebied werd toegewezen aan het bisdom Monopoli, tegenwoordig onderdeel van het bisdom Conversano-Monopoli. Mogelijk is het bisdom in de tweede helft van de 7e eeuw terug ingericht en wederom opgeheven, maar hierover bestaan tegensprekelijke bronnen.

### Titulair bisdom
In juni 2004 werd het bisdom heringesteld als titulair bisdom. Sinds 2006 heeft dit bisdom een bedienend bisschop, niet in de normale rang van bisschop maar als aartsbisschop. Het betreft Nicola Girasoli die op 24 januari 2006 de titel ontving samen met een opdracht als apostolisch nuntius eerst in Zambia en Malawi tot 29 oktober 2011, nadien als nuntius voor Antigua en Barbuda, de Bahama's, Dominica, Grenada, Guyana, Jamaica, Saint Kitts en Nevis, Saint Lucia, Saint Vincent en de Grenadines, Suriname, Trinidad en Tobago en Barbados. Deze opdracht werd op 16 juni 2017 omgezet in een nuntiaat in Peru.